# Johann Conrad Musculus

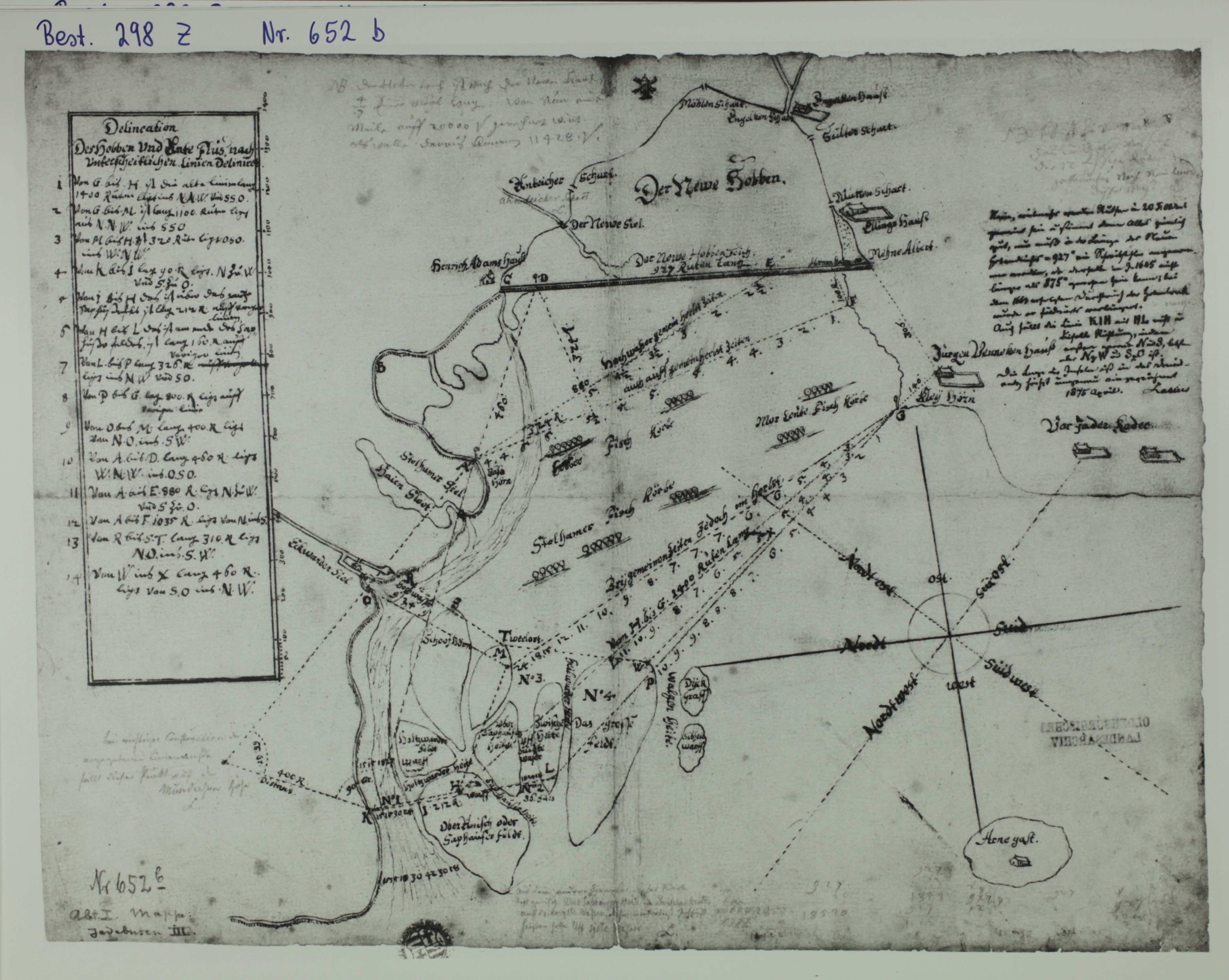
Östlicher Jadebusen mit Ober- ahneschen Feldern, oben = Osten, Handskizze von J. C. Musculus, 1645

Johann Conrad Musculus (getauft 19. November 1587; † nach 1651 in Oldenburg) war ein deutscher Kartograf, Landmesser und Buchbinder.

## Leben
Der Sohn des Straßburger Buchbinders Conrad Mauskopf erlernte das väterliche Handwerk, führte gemäß der Zeitmode die latinisierte Namensfassung Musculus und ließ sich in Oldenburg nieder. Hier arbeitete er als Buchbinder und fertigte Landkarten, die sich durch ihren künstlerischen Anspruch auszeichnen.
Oldenburg hielt sich im Dreißigjährigen Krieg neutral und blieb daher von dessen Verwüstungen weitgehend verschont, eine gute Voraussetzung für Musculus’ Schaffen.
Seine Karte der gesamten Grafschaft Oldenburg, die er 1621 zeichnete, die aber erst 1650 gedruckt wurde, war die erste ganz in Oldenburg hergestellte Landkarte. 1625/26 schuf Musculus seinen farbenprächtigen Deichatlas Particular-Abriß der oldenburgischen Wasserteych mit denen Anno 1625 daran durch Gewalt des Wassers geschehenen Schaden mit 54 farbigen Deichkarten, die die Schäden der Sturmflut vom Februar 1625 zeigen. 1629 wurde er zum gräflichen Wallmeister in Oldenburg bestellt, verantwortlich für militärische Verteidigungsanlagen und für die Deiche und fertigte dazu Entwürfe und Zeichnungen zu Festungswerken und Geschützen an. Von etwa 1632 bis 1649 erstellte er den Groden- oder Vorwerksatlas der Grafschaft Oldenburg, eine Sammlung von Detailkarten sämtlicher gräflicher Staatsgüter. Auch zu Vermessungsarbeiten wurde er herangezogen und führte daneben seine Buchbinderei weiter. 1641 gab er drei Rechnungstafeln im Selbstverlag heraus. Trotz dieser vielfältigen Aktivitäten lebte er in sehr bescheidenen Verhältnissen und war häufig in Geldschwierigkeiten, da die gräfliche Verwaltung mit der Zahlung seiner Gehälter in Verzug war. An der Schwelle zur Triangulation steht seine Kartierung des östlichen Jadebusens.
1650 wurde endlich seine Gesamtkarte der Grafschaft Oldenburg gedruckt, siehe oben. In seinem Amt wurde er zuletzt 1651 erwähnt. Sein Todesdatum ist nicht überliefert.